# یوروکوپتر ای‌اس۵۶۵ پنثر
یوروکوپتر (اکنون ایرباس هلیکوپترز) ای‌اس۵۶۵ پنثر (به انگلیسی: Eurocopter AS565 Panther) نسخه نظامی بالگرد دو موتورهِ چندمنظورهِ متوسط وزن یوروکوپتر ای‌اس۳۶۵ دوفین است. پنثر برای طیف گسترده‌ای از نقش‌های نظامی، از جمله حمله به یگان‌های رزمی، پشتیبانی آتش، جنگ ضد زیردریایی، جنگ ضد سطحی، جستجو و نجات، و تخلیه پزشکی استفاده می‌شود.

## کاربران
برزیل
- ارتش برزیل[۱]

 بلغارستان
- نیروی دریایی بلغارستان[۲]

 فرانسه
- هوانوردی نیروی دریایی فرانسه[۲]

 اندونزی
- نیروی دریایی اندونزی[۳]

 اسرائیل

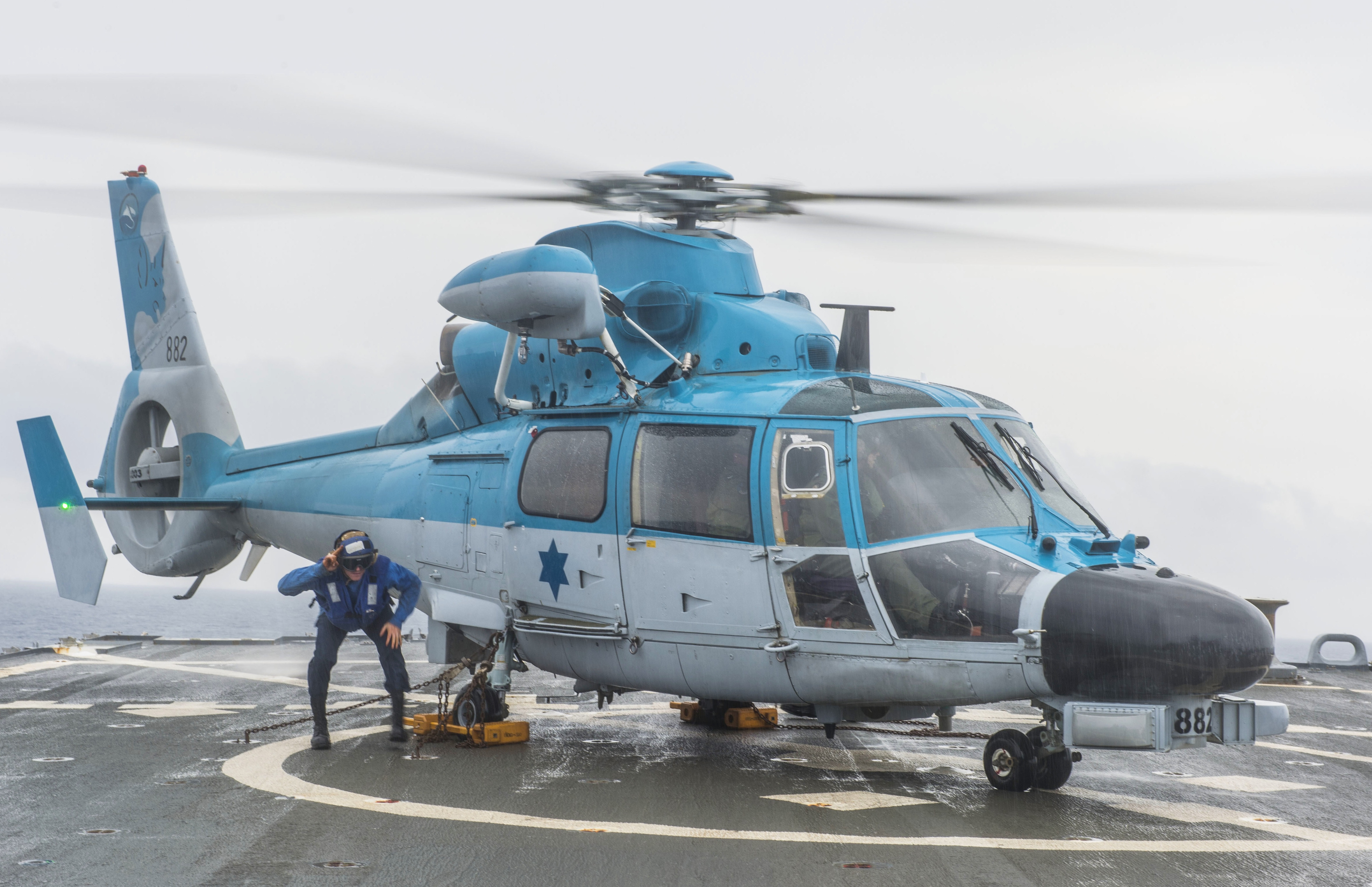
ای‌اس۵۶۵ نیروی هوایی اسرائیل بر روی عرشه ناو یواس‌اس لابون

- نیروی هوایی اسرائیل (استفاده شده توسط نیروی دریایی اسرائیل)[۲]

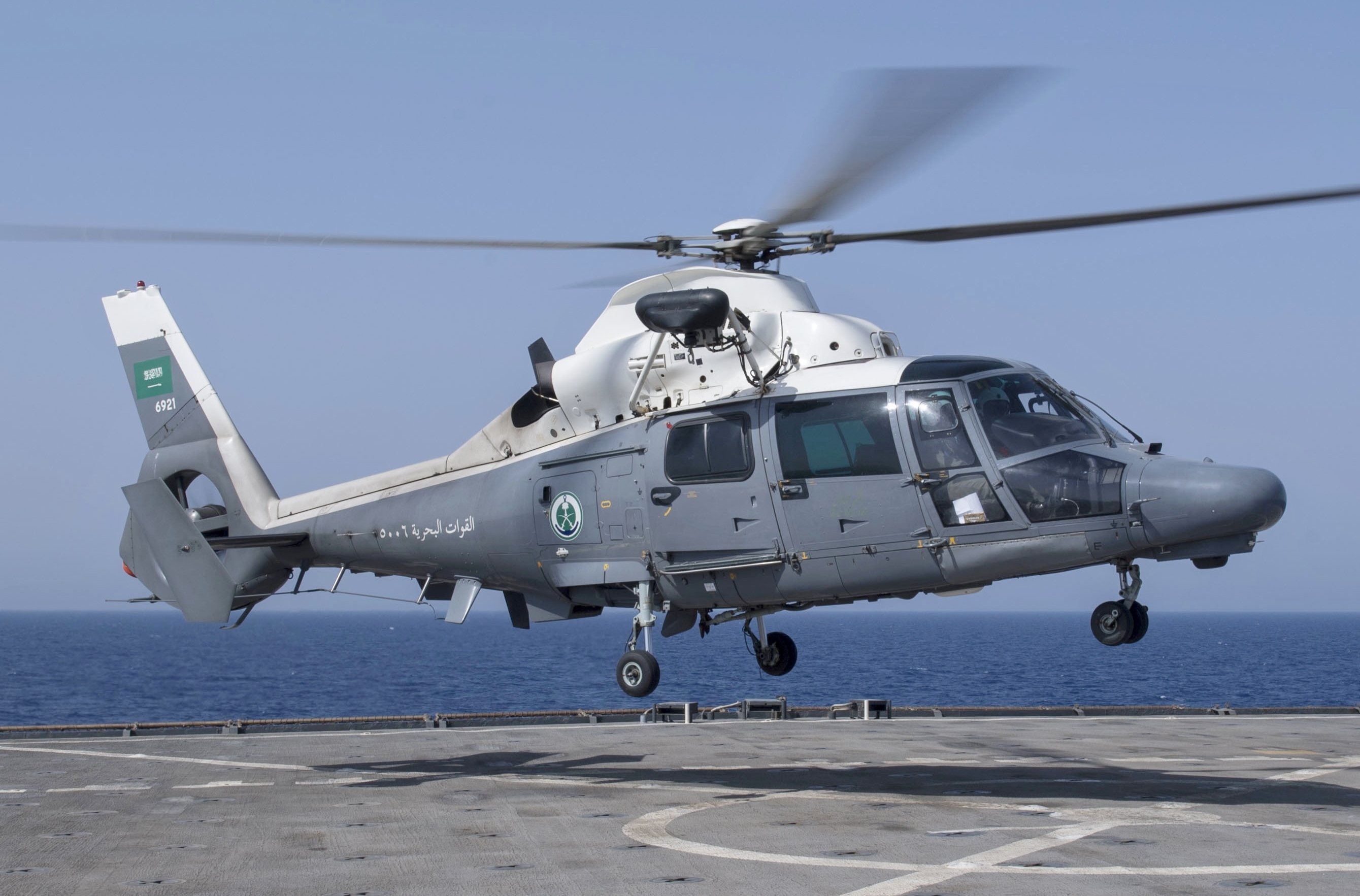
یک AS565 نیروی دریایی سلطنتی عربستان

 مکزیک
- نیروی دریایی مکزیک[۲]

 مراکش
- نیروی دریایی سلطنتی مراکش[۲]

 کره جنوبی
- گارد ساحلی کره[۴]

 عربستان سعودی
- نیروی دریایی سلطنتی عربستان[۲]

 ترکمنستان
- نیروی هوایی ترکمنستان[۵]

 امارات متحده عربی
- نیروی هوایی امارات متحده عربی[۲]

## مشخصات فنی (ای‌اس۳۶۵ ام‌بی پنثر)
داده‌ها از 
ویژگی‌های عمومی
- خدمه: ۱ یا ۲ خلبان
- ظرفیت: ۱۰ نیرو
- طول: ۱۳٫۶۸ متر (۴۴ فوت ۱۱ اینچ)
- ارتفاع: ۳٫۹۷ متر (۱۳ فوت ۰ اینچ)
- وزن خالی: ۲٬۳۸۰ کیلوگرم (۵٬۲۴۷ پوند)
- بیشترین وزن برخاست: ۴٬۳۰۰ کیلوگرم (۹٬۴۸۰ پوند)
- پیشرانه: ۲ عدد موتور توربوشفت Turboméca Arriel 2C، ۶۳۵ کیلووات (۸۵۲ اسب بخار) در هر موتور
- قطر روتور اصلی:  ۱۱٫۹۴ متر (۳۹ فوت ۲ اینچ)
- مساحت روتور اصلی: ۱۱۱٫۹۸ متر مربع (۱٬۲۰۵٫۳ فوت مربع)

عملکرد
- حداکثر سرعت: ۳۰۶ کیلومتر بر ساعت (۱۹۰ مایل بر ساعت، ۱۶۵ گره)
- بُرد: ۸۲۷ کیلومتر (۵۱۴ مایل، ۴۴۷ مایل دریایی)
- مداومت پروازی: ۴٫۱ ساعت
- حداکثر ارتفاع: ۵٬۸۶۵ متر (۱۹٬۲۴۲ فوت)
- نرخ صعود: ۸٫۹ متر بر ثانیه (۱٬۷۵۰ فوت بر دقیقه)

تسلیحات

- اسلحه‌ها: M621 cannon ۲۰ میلیمتر (۰٫۷۸۷ اینچ) cannon pods.
- راکت‌ها: ۶۸ میلیمتر (۲٫۶۷۷ اینچ) یا راکت غیر هدایت‌شونده۷۰ میلیمتر (۲٫۷۵۶ اینچ)
- موشک‌ها: ** موشک هوا به هوا ماترا Mistral
  - موشک ضد شناور AS 15 TT
  - موشک ضد تانک HOT
  - Mk46 یا اژدر زیر سطحی Whitehead A.244/S.